# Zizi Possi
Maria Izildinha Possi, conosciuta come Zizi Possi (San Paolo, 28 marzo 1956), è una cantante e blogger brasiliana.

## Biografia
Zizi Possi, discendente da una famiglia italiana (il suo cognome viene da Lucca, mentre è napoletana da parte di madre), è nata nel quartiere Brás, la zona italiana di San Paolo. I nonni materni, Esposito di cognome, erano emigrati in Brasile da Napoli, e nelle riunioni domenicali della famiglia allargata la piccola venne a contatto con le melodie classiche della tradizione partenopea come Santa Lucia – della quale la Possi a quattro anni conosceva le parole a memoria – e 'O sole mio. A cinque anni intraprese lo studio del pianoforte, e nel 1973 si trasferì a Salvador per frequentare i corsi di composizione e direzione d'orchestra all'Università di Bahia. Ebbe diverse esperienze musicali e si sposò con il produttore Líber Gadelha, con cui ebbe una figlia, Luiza Possi . Nel 1976 lasciò i gravosi impegni universitari e si mise a lavorare come attrice in un musical, scoprendo le proprie doti canore.
Nel 1978 fu contattata da Roberto Menescal, allora direttore artistico della Polygram, che la convinse a trasferirsi a Rio de Janeiro; qui la mise sotto contratto per la sua etichetta discografica e le fece incidere il suo primo album, Flor do mal, contenente motivi di cantanti affermati fra i quali Menescal stesso, Caetano Veloso, João Bosco, Ivan Lins.
Prese parte l'anno successivo alla colonna sonora del lavoro di Chico Buarque Ópera do Malandro; lanciò il suo nuovo album Pedaço de mim e fu protagonista di concerti a Rio de Janeiro e a San Paolo. Il 1980 fu l'anno dell'LP Zizi Possi, in cui la cantante riprese canzoni di Roberto Carlos, Gilberto Gil, Djavan, Edu Lobo, Joyce, Gonzaguinha, con un'incursione nel blues di Billie Holiday con la canzone God Bless the Child e nel pop di Carole King, della quale incise Home Again nella versione brasiliana Quem sabe, em casa outra vez. Fu il primo di una serie di lavori discografici che negli anni ottanta la videro eseguire prevalentemente canzoni di artisti conterranei – Marina Lima, João Donato, Rita Lee, Lulu Santos, Tom Jobim fra i tanti – e anche interpreti stranieri come George Harrison (in O amor vem pra cada um, riadattamento di Love Comes to Everyone), Sergio Endrigo (di cui cantò Io che amo solo te), Salve D'Esposito e Tito Manlio con una versione brasiliana di Anema e core.
Anche nel decennio successivo continuò serrata la sua attività in sala di registrazione. Nel 1991 ricevette il suo primo riconoscimento come migliore cantante di Musica popolare brasiliana, il Prêmio Sharp de Música da parte dell'Associazione Paulista dei Critici d'Arte. Nel 1997, in omaggio alle proprie radici, incise Per amore, disco che riscosse grande successo e che conteneva solo canzoni italiane, fra le quali Ho capito che ti amo di Luigi Tenco e Senza fine di Gino Paoli. Replicò l'anno successivo con Passione, fra i cui solchi c'erano Canzone per te, Anema e core, Io che amo solo te e Torna a Surriento.
Agli inizi del 2000 si impegnò in una rilettura in chiave bossa nova di classici brasiliani e di motivi internazionali come Yesterday dei Beatles. Nel settembre del 2003 volò a Napoli dove le fu consegnato il premio Carosone per l'interpretazione di Torero, che aveva ottenuto un successo strepitoso nell'intero continente sudamericano. Nell'occasione la Possi fu protagonista di un concerto all'Arena Flegrea che la vide sul palco assieme a tanti nomi della cultura musicale italiana, fra i quali Edoardo Bennato, Stefano Bollani, Alex Britti, Fausto Cigliano, Nino D'Angelo, Luciano De Crescenzo, Enzo Jannacci, Giacomo Rizzo e Roy Paci. Fra le sue ultime fatiche lo spettacolo del 2005 Para inglês ver e ouvir, sostenuta da una formazione con Jether al piano, Marcos Paiva al basso e Alexandre Damasceno alla batteria. La cantante si è esibita interpretando in lingua inglese motivi di Bob Marley, di George Gershwin, di Cole Porter e di altri autori. Da questa esibizione furono tratti un CD e un DVD. Un altro spettacolo, “Cantos e Contos”, fu tenuto al Teatro Nelson Rodriguez; la Possi, ripercorrendo il suo itinerario musicale, era accompagnata da Jether  e Kecco Brandão alle tastiere, Webster Santos alla chitarra e Guello alle percussioni.
Nel 2013 la cantante è stata sul palco del Teatro Brandesco di Rio per “Tudo se transformou”, supportata da una sezione ritmica. Tudo se transformou è anche il titolo del disco tratto dall’omonimo spettacolo tenuto a San Paulo l’anno precedente: il lavoro contiene composizioni di Chico Buarque, Guilherme Arantes, Gonzaguinha, Geraldo Vandré, con l’unico inedito di Necka Ayala. È del 2015 la partecipazione di Zizi Possi allo spettacolo “Moleque – Gonzaguinha 70 anos”, in onore del musicista, e l’incisione di O mar me leva pubblicato l’anno successivo e segnalato al 28º Prêmio da Música Brasileira nella categoria “migliore cantante”.
Nel corso della sua carriera non sono mancati gli spettacoli dal vivo e i tour internazionali che hanno toccato Uruguay, Argentina, Stati Uniti, Portogallo, Italia, Francia, Danimarca, Norvegia, Svezia e Giappone, oltre alle molte tournée nella sua terra natale. Dal 2001 è talvolta apparsa a fianco della figlia Luíza Possi, anch’essa cantante.

## Discografia

### Album
- 1978 - Flor do mal
- 1980 - Zizi Possi
- 1979 - Pedaço de mim
- 1981 - Um minuto além
- 1982 - Asa morena
- 1983 - Pra sempre e mais um dia
- 1984 - Dê um Rolê
- 1986 - Perigo!
- 1987 - Amor e música
- 1989 - Estrebucha Baby
- 1991 - Sobre todas as coisas
- 1993 - Valsa brasileira
- 1996 - Mais simples
- 1997 - Per amore
- 1998 - Passione
- 1999 - Puro prazer
- 2001 - Bossa
- 2005 - Para inglês ver... e ouvir
- 2014 - Tudo se transformou

### EP
- 2016 - O mar me leva

### Partecipazioni
(in parentesi l’artista principale)
- 1978 - Chico Buarque (Chico Buarque)
- 1979 - O todo poderoso - Colonna sonora (Artisti Vari)
- 1979 - Ópera do Malandro (Artisti Vari)
- 1981 - Estrela, estrela (Victor Ramil)
- 1981 - Amigos e parceiros (Paulinho Tapajós)
- 1982 - Desta vida, desta arte (Marina)
- 1982 - Os vagabundos trapalhões - Colonna sonora del film (Artisti Vari)
- 1982 - A viagem encantada
- 1982 - 7 desejos (Alceu Valença)
- 1983 - O grande circo místico - Edu Lobo e Chico Buarque (Artisti Vari)
- 1984 - Vereda tropical - Colonna sonora (Artisti Vari)
- 1984 - Tiradentes - Colonna sonora dello speciale di Rede Globo (Artisti Vari)
- 1984 - História do céu e da terra (Ana Terra)
- 1985 - Aldeia dos ventos (Oswaldo Montenegro)
- 1985 - Chega de mágoas
- 1985 - Chico apresenta Malandro (Artisti Vari)
- 1985 - Xuxa e seus amigos (Xuxa)
- 1986 - Alma de borracha (Beto Guedes)
- 1987 - Nós (Nelson Gonçalves)
- 1988 - Vida nova - Colonna sonora (Artisti Vari)
- 1988 - Dança da meia lua - Colonna Sonora del balletto Guaíra (Chico Buarque e Edu Lobo)
- 1989 - Grandes autores: Dorival Caymmi
- 1989 - Ellingtonia (Heartbreakes)
- 1991 - Olhos negros (Johnny Alf)
- 1993 - Religare (Religare)
- 1993 - Corrupião (Edu Lobo)
- 1994 - Songbook Gilberto Gil (Artisti Vari)
- 1995 - Songbook Edu Lobo (Artisti Vari)
- 1995 - Cauby Canta Sinatra (Cauby Peixoto)
- 1996 - Pérolas negras (Leo Gandelman)
- 1996 - Casa de samba (Artisti Vari)
- 1997 - Casa de samba nº 2 (Artisti Vari)
- 1998 - Por amor - Colonna sonora (Artisti Vari)
- 1999 - Acústico MTV (Paralamas do Sucesso)
- 1999 - Casa de samba nº 3 (Artisti Vari)
- 1999 - Oriundi - Tema del film
- 2000 - O submarino verde e amarelo (Artisti Vari)
- 2000 - Songbook Chico Buarque Vol. 2 (Artisti Vari)
- 2000 - Songbook Chico Buarque Vol. 4 (Artisti Vari)
- 2000 - Amores possíveis - Colonna sonora del film (Artisti Vari)[6]